# Скрунтар
Скрунтар — водоспад в Українських Карпатах, на північній окраїні масиву Горгани. Розташований у межах Калуського району Івано-Франківської області, на захід від села Закерничне. 
Загальна висота перепаду води — 8-9 м. Водоспад розташований на невеликому маловодному потоці, в місці, де потік перетинає урвище флішового типу. Водоспад особливо мальовничий після рясних дощів або в морозні зими, коли водні струмені замерзають, утворюючи крижані сталактити. В посушливу пору вода у водоспаді майже відсутня.

## Світлини та відео

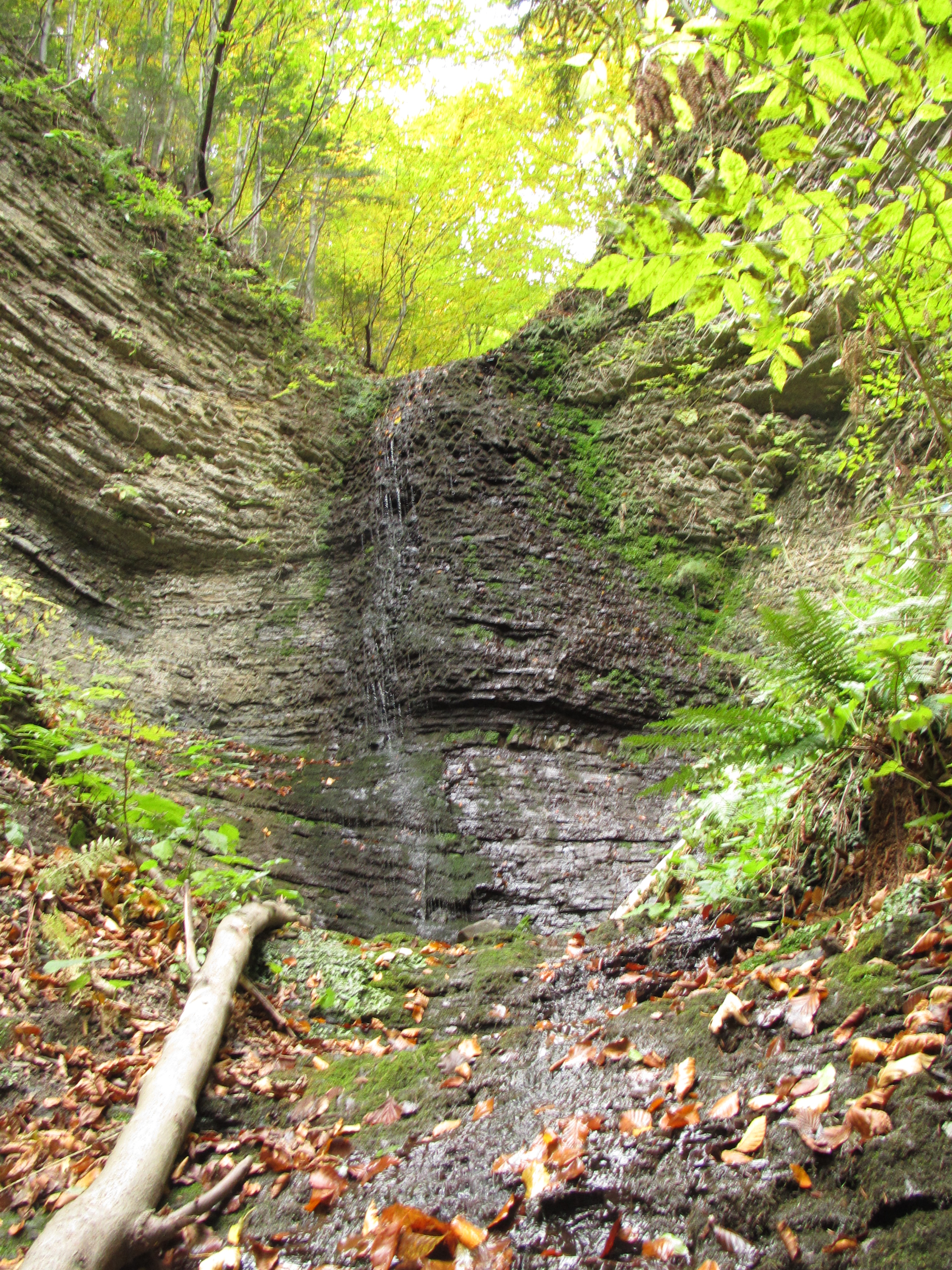
Водоспад восени
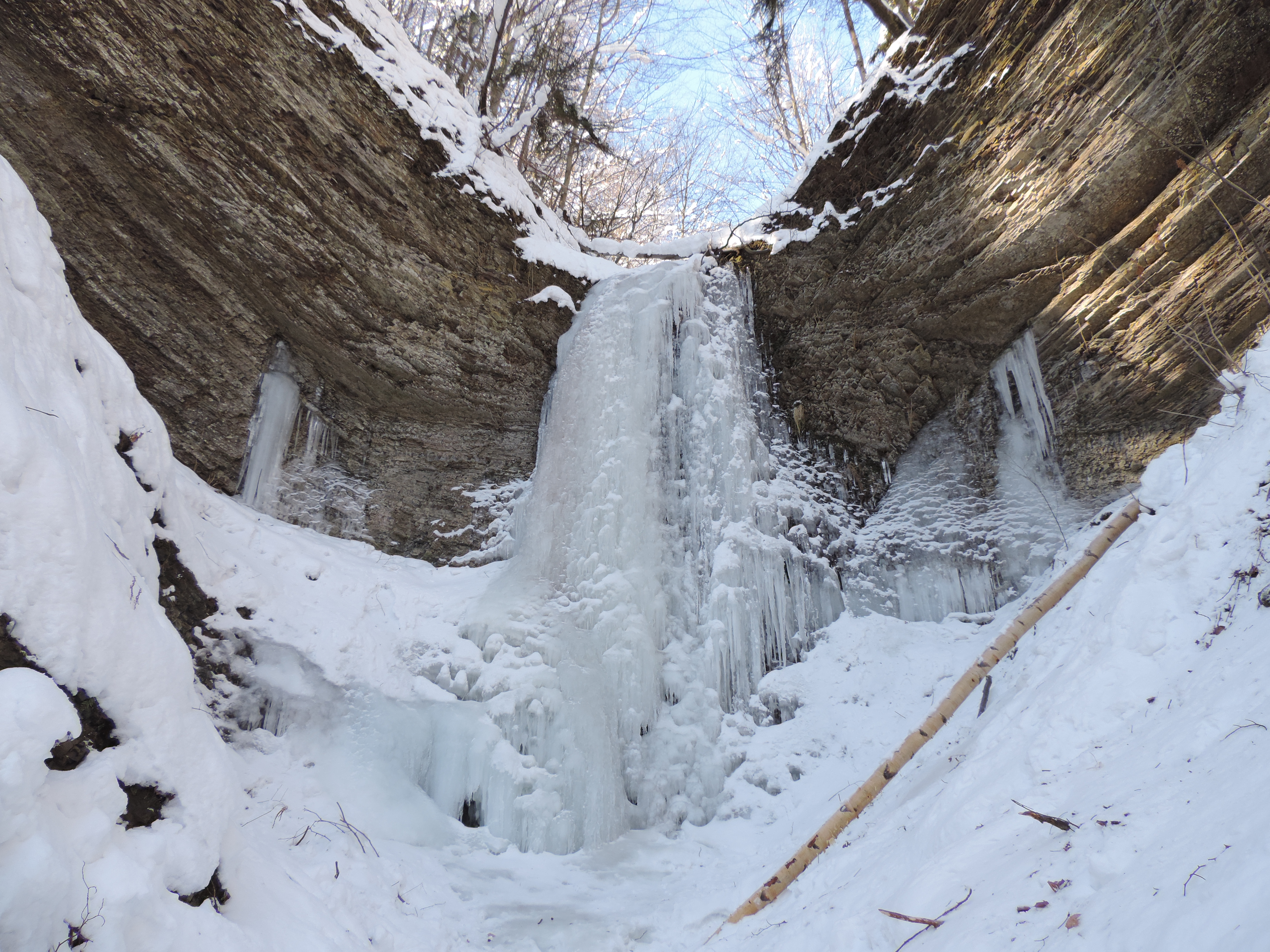
Водоспад взимку
- Відео водоспад